# Rostbukig eufonia
Rostbukig eufonia (Euphonia rufiventris) är en fågel i familjen finkar inom ordningen tättingar.

## Utseende och läte
Rostbukig eufonia är en liten fink. Hanen är glansigt marinblå ovan med djupt rödorange buk. Honan är guldgul med grå anstrykning på huvud, rygg och buk. Den liknar hona orangebukig eufonia men har orange- eller rödfärgade undre stjärttäckare, ej gula. Lätet är ett snabbt och mörkt tjattrande "chree-chree-chree-chree".

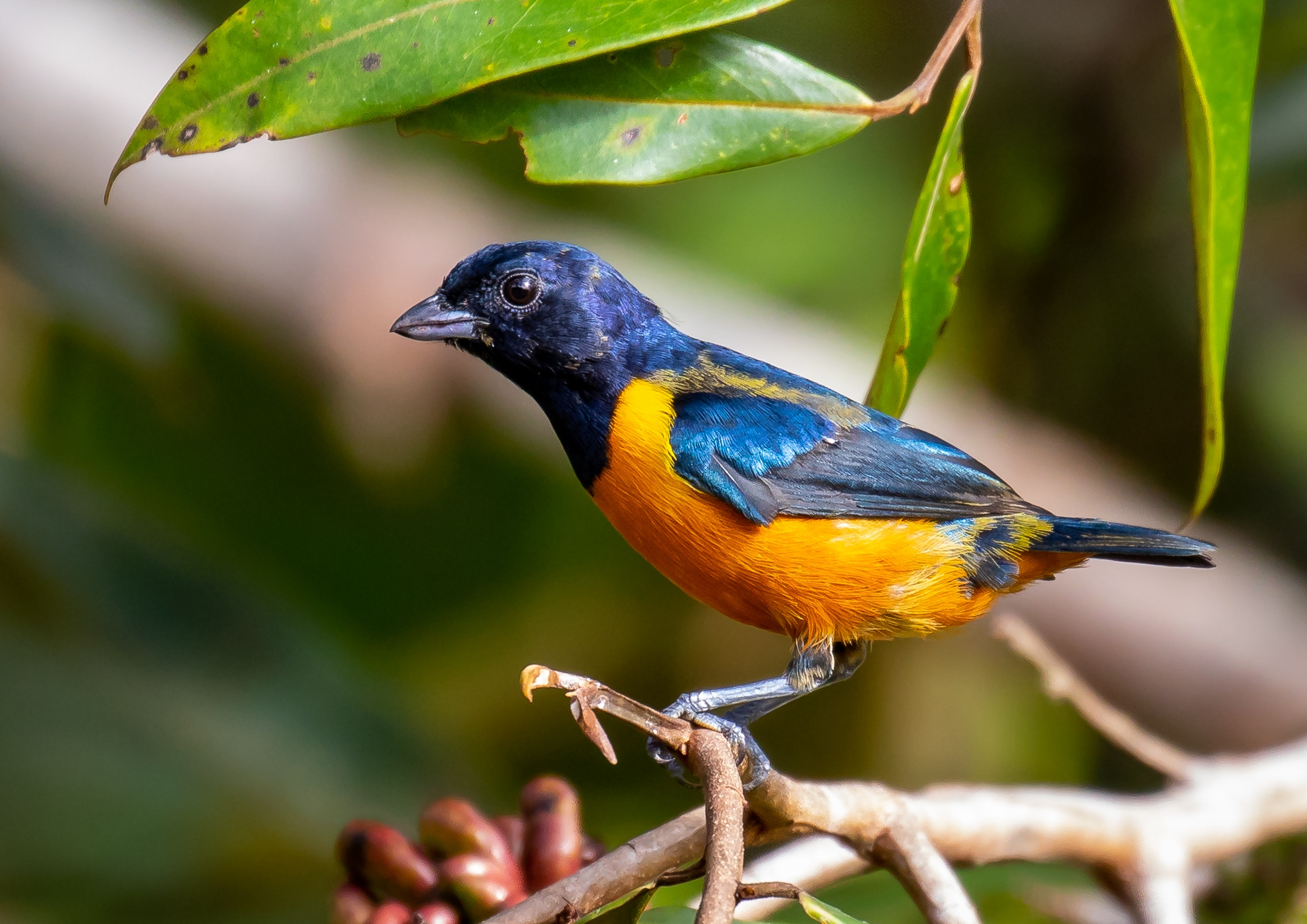
Ung hane.

## Utbredning och systematik
Fågeln förekommer från sydöstra Colombia till södra Venezuela, norra Bolivia och västra Amazonområdet i Brasilien. Arten behandlas antingen som monotypisk eller delas in i två underarter med följande utbredning:
- Euphonia rufiventris rufiventris – västra Amazonområdet
- Euphonia rufiventris carnegiei – södra Venezuela

### Familjetillhörighet
Tidigare behandlades släktena Euphonia och Chlorophonia som tangaror, men DNA-studier visar att de tillhör familjen finkar, där de tillsammans är systergrupp till alla övriga finkar bortsett från släktet Fringilla.

## Levnadssätt
Rostbukig eufonia förekommer i låglänt regnskog, där den ofta är en av de vanligaste eufoniorna.

## Status
Arten har ett stort utbredningsområde och beståndet anses stabilt. Internationella naturvårdsunionen IUCN listar den därför som livskraftig (LC).